# Canal de contrôle des inondations de Jakarta

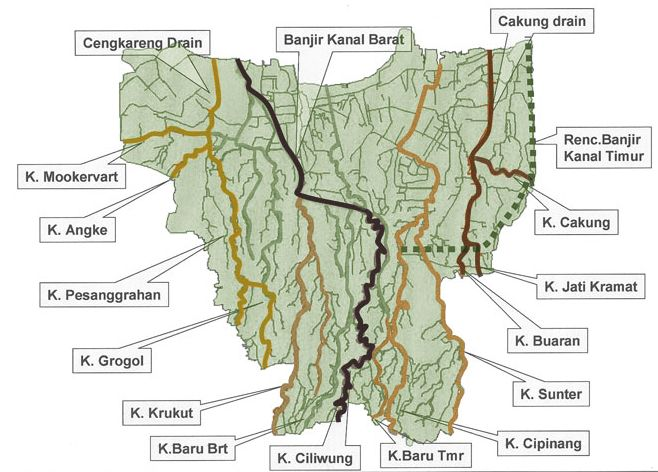
Canaux d'inondation ("Banjir Kanal") sur la carte des rivières et des canaux de Jakarta (2012)

Le canal de contrôle des inondations de Jakarta (en indonésien : Kanal Banjir) fait référence à deux canaux qui détournent les inondations des rivières autour de Jakarta au lieu de traverser la ville. Ce canal a été conçu par Hendrik van Breen, ingénieur au Burgelijke Openbare Werken ou BOW (devenu le ministère des Travaux publics indonésien), après qu'une grande inondation a frappé la ville le 13 février 1918. 

## Canaux ouest et est
Un plan directeur de drainage et de lutte contre les inondations de Jakarta a été publié en décembre 1973 avec l’aide de consultants en ingénierie néerlandais. Selon ce plan, le contrôle des inondations à Jakarta s’articulerait autour de deux canaux enserrant la ville. 
Les canaux dévient l’eau qui coule du sud à travers la ville et vers la mer. Ces canaux sont connus sous le nom de canal Ouest ( indonésien : Banjir Kanal Barat) et canal Est (indonésien: Banjir Kanal Timur). Parmi les autres mesures prises pour lutter contre les inondations à Jakarta, citons des réservoirs et des pompes dans les zones situées au-dessous du niveau de la mer. Ce système construit en 1983. [réf. nécessaire]

### Canal Ouest
Le canal Ouest marquait la limite sud du quartier de Menteng. Ce canal été inclus dans le plan de la ville de Batavia de 1918 et construit en 1919. Il va de l'écluse de Manggarai, via Pasar Rumput, Dukuh Atas, Karet Kubur, Tanah Abang, Tomang, Grogol et Pademangan à la mer à Muara Angke. Une autre écluse se trouve à Karet. Une plaque de bronze encore en place à Manggarai rend hommage à Van Breen et commémore la première utilisation du canal pour détourner l'inondation de 1919. 
Dans le plan directeur de 1973, un système de canaux était prévu pour réduire le débit d’eau à Jakarta Ouest. C'était une continuation du canal de Van Breen et serait plus tard connu sous le nom de "canal Ouest". La construction a été retardée par des problèmes de nettoyage d'une zone fortement peuplée. Après une inondation en janvier 1979, le gouvernement central et le gouvernement provincial de Jakarta révisèrent le plan du canal Ouest en construisant le système de drainage de Cengkareng.

### Canal Est
D'une longueur de 23,6 km, le canal Est s'étend de Jakarta Est à Jakarta Nord. Sa largeur varie de 100 à 300 m. Sa construction a commencé le 22 juin 2002  mais a été retardée en raison de problèmes liés au défrichage de la zone. Le canal Est est prévu pour dévier le fleuve Ciliwung et les rivières Cipinang, Sunter, Buaran, Jati Kramat et Cakung. 
Lors de l'inondation de Jakarta de 2013, le canal Est n'était toujours pas relié à la rivière Ciliwung. Le gouvernement prévoit de relier les deux par un tunnel. 